# 오가와촌 (후쿠시마현)
오가와촌(小川村)은 후쿠시마현 야마군에 있던 촌이다. 현재의 기타카타시에 해당한다.

## 역사
- 1889년 4월 1일 - 정촌제 시행에 의해 2촌의 구역으로 성립하였다.
- 1950년 4월 1일 - 야마토촌, 고하타촌과 합병해 야마토정이 성립하여, 동일 오가와촌이 폐지되었다.

## 교통

### 철도
일본국유철도 반에쓰사이선이 마을을 통과했지만, 역은 존재하지 않았다.

## 참고문헌
- 角川日本地名大辞典 7 福島県